# فشرده‌سازی پسماند

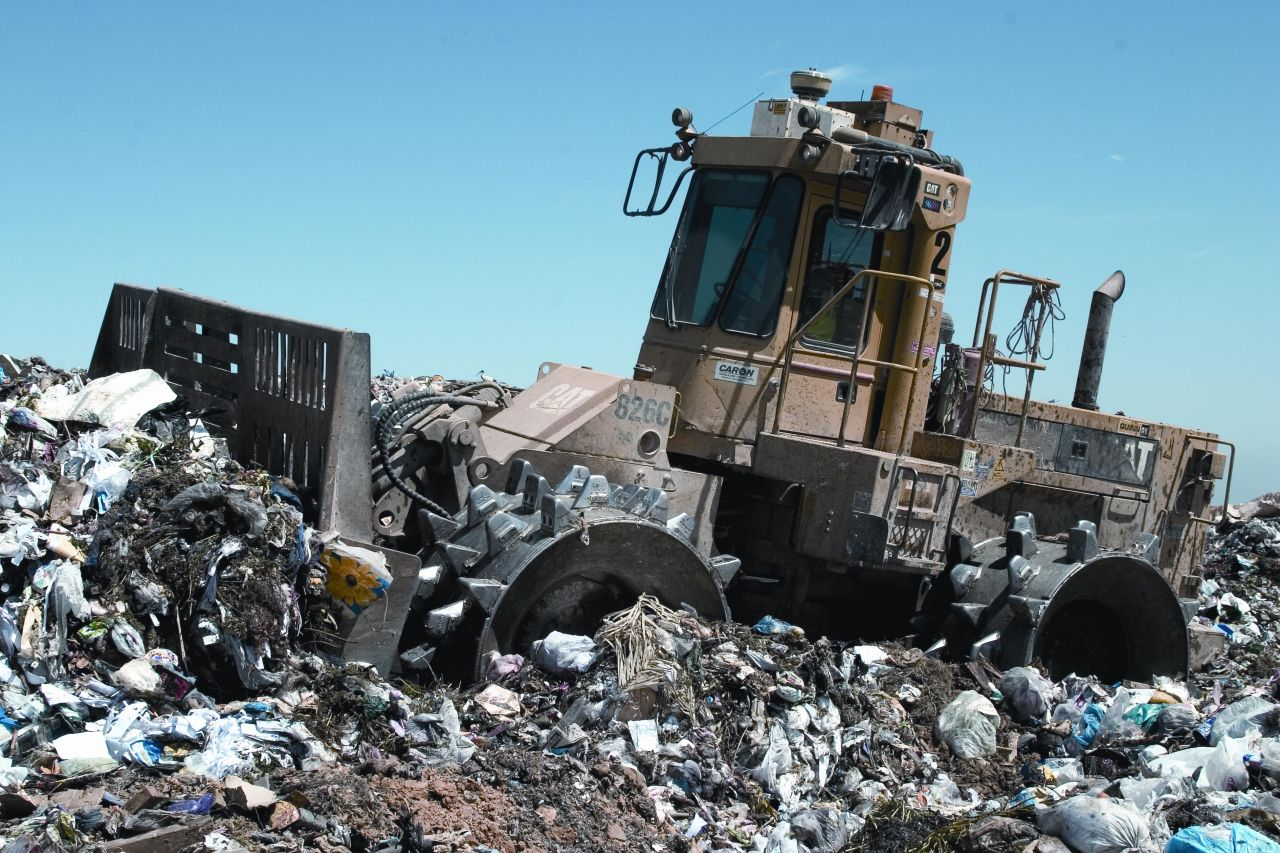
یک دستگاه فشرده‌ساز محل دفن زباله

فشرده‌سازی پسماند یا فشرده‌سازی زباله (به انگلیسی: Waste compaction)، فرایند فشرده‌سازی زباله‌ها و کاهش اندازه و حجم آنها است. دستگاه‌های فشرده‌سازی پسماند و وسایل نقلیه جمع‌آوری زباله، پسماندها را فشرده می‌کنند تا بتوان مقدار بیشتری از آن را در همان فضا ذخیره کرد. زباله‌ها دوباره با دقت بیشتری در محل دفن زباله فشرده می‌شوند تا فضای ارزشمند هوایی حفظ شود و طول عمر محل دفن افزایش یابد.